# Inge Hanewinkel
Inge Hanewinkel (* 12. April 1968 in Koblenz als Inge Kroppenberg) ist eine deutsche Rechtswissenschaftlerin und Inhaberin des Lehrstuhls für Römisches Recht, Bürgerliches Recht und Neuere Privatrechtsgeschichte an der Georg-August-Universität Göttingen.

## Leben
Hanewinkel studierte von 1987 bis 1988 Alte Geschichte, Amerikanistik und Klassische Philologie an der Universität Mainz. Anschließend studierte sie ebenfalls in Mainz bis 1992 Rechtswissenschaft. Nach der Ersten Juristischen Staatsprüfung 1993 war sie bis 2000 wissenschaftliche Mitarbeiterin, anschließend wissenschaftliche Assistentin am Fachbereich Rechts- und Wirtschaftswissenschaften. Daneben leistete sie von 1993 bis 1995 den juristischen Vorbereitungsdienst beim OLG Koblenz ab. 2000 wurde Hanewinkel an der Universität Mainz mit einer Arbeit zum römischen Insolvenzrecht zum Dr. iur. promoviert. Im Jahr 2005 folgte die Habilitation mit einer Arbeit zum geltenden Erbrecht. In der Habilitationsschrift beschäftigt sich Hanewinkel mit der Verfügungsfreiheit von Todes wegen als der zweiten bedeutenden Ausprägung der Privatautonomie neben der Vertragsfreiheit unter Lebenden.
Nach Lehrstuhlvertretungen in Leipzig und Frankfurt am Main folgte sie 2006 einem Ruf an die Universität Regensburg. Ein zweites Berufungsangebot an die Johann Wolfgang Goethe-Universität schlug sie aus. Im Jahr 2012 nahm sie einen Ruf an die Universität Göttingen an und leitet an der Juristischen Fakultät die Abteilung für Römisches Recht und Gemeines Recht am dortigen Institut für Grundlagen des Rechts. Von 2020 bis 2022 war sie Dekanin der Juristischen Fakultät der Universität Göttingen. Seit dem Beginn des Jahres 2024 ist Inge Hanewinkel dort Vizepräsidentin für Chancengleichheit, Diversität und Internationales.
Hanewinkel ist Mitglied in der Zivilrechtslehrervereinigung, der Wissenschaftlichen Vereinigung für Familienrecht, des Vereins Hereditare – Wissenschaftliche Gesellschaft für Erbrecht Bochum, der Zivilprozessrechtslehrervereinigung, der Juristischen Studiengesellschaft Regensburg und der Göttinger Rechtswissenschaftlichen Gesellschaft.
Inge Hanewinkel ist in zweiter Ehe mit dem Psychologen Reiner Hanewinkel verheiratet und lebt in Neumünster, Schleswig-Holstein.

## Auszeichnungen
Für ihre Dissertation erhielt Hanewinkel den Forschungsförderpreis der Vereinigung der Freunde der Universität Mainz e. V. für das Jahr 2000 sowie den Preis der Universität von Nizza im Rahmen des Quinto Premio Romanistico Internazionale Gérard Boulvert, Neapel 2001.
Vom Senat der Universität Mainz wurde sie 2002 mit dem „Preis für exzellente Leistungen in der Lehre“ ausgezeichnet.
Für das Kollegjahr 2014/2015 hatte das Käte-Hamburger-Kolleg „Recht als Kultur“ an der Rheinischen Friedrich-Wilhelms-Universität Bonn Inge Hanewinkel ein Fellowship zugesprochen und für zwei Semester die Lehrstuhlvertretung finanziert.

## Schriften (Auswahl)
- Die Insolvenz im klassischen römischen Recht: Tatbestände und Wirkungen außerhalb des Konkursverfahrens; Forschungen zum Römischen Recht, Band 48; Köln, Weimar, Wien 2001 (zugl. Dissertation, Mainz 2000).
- Privatautonomie von Todes wegen: Verfassungs- und zivilrechtliche Grundlagen der Testierfreiheit im Vergleich zur Vertragsfreiheit unter Lebenden; Jus Privatum, Beiträge zum Privatrecht; Tübingen 2008 (zugl. Habilitationsschrift, Mainz 2005).
- Rechtsregeln für nichteheliches Zusammenleben; Beiträge zum europäischen Familienrecht, Band 12; Bielefeld 2009 (herausgegeben zusammen mit Dieter Schwab, Dieter Henrich, Peter Gottwald und Andreas Spickhoff).
- Recht – Religion – Verfassung: Festschrift für Hans-Jürgen Becker zum 70. Geburtstag am 3. November 2009; Bielefeld 2009 (herausgegeben zusammen mit  Martin Löhnig und Dieter Schwab).
- Fragmentierte Familien. Brechungen einer sozialen Form in der Moderne; Bielefeld 2010 (herausgegeben zusammen mit Martin Löhnig).
- Vorsorgevollmacht und Erwachsenenschutz in Europa; Beiträge zum europäischen Familienrecht, Band 13; Bielefeld 2011 (herausgegeben zusammen mit Martin Löhnig, Dieter Schwab, Dieter Henrich und Peter Gottwald).
- Die Plastik des Rechts: Sammlung und System bei Rudolf v. Jhering; Berlin 2015.